# Вилхелм Йохан Антон фон Даун
Вилхелм Йохан Антон фон Даун (на немски: Wilhelm Johann Anton Graf von und zu Daun; * 1621; † 7 юни 1706) е граф на Даун (в Хунсрюк), Рейнланд-Пфалц, австрийски фелдмаршал, комендант на Прага, участва в защитата на Виена от турците през 1683 г.

## Живот
Той е син на императорския полковник граф Филип Ернст фон Даун, господар на Холенфелц и Каленборн († 1671) и съпругата му Мария Урсула Грошлаг фон Дипург († 1643), дъщеря на Хайнрих Грошлаг фон Дипург и Урсула Кемерер фон Вормс-Далберг.
Вилхелм Йохан започва през 1657 г. служба в австрийската войска. Той е комендант на Прага, участва в защитата на Виена от турците през 1683 г. и през 1694 г. става фелдмаршал.

## Фамилия
Вилхелм Йохан Антон фон Даун се жени на 26 март 1664 г. във Виена за графиня Анна Мария Магдалена фон Алтхан (* 1635; † 14 септември 1712), дъщеря на граф Евстах Рудолф фон Алтхан († 1650/52), генерал-комисар в Унгария, и фрайин Анна Маргарета фон Тойфенбах. Те имат децата:
- Мария Беатрикс Франциска фон Даун (* 9 януари 1665; † 8 януари 1701, Виена), омъжена I. на 2 май 1684 г. за граф Карл Георг Йохан Йозеф Коб фон Нойдинг, II. на 28 февруари 1685 г. за граф Йохан Георг Франц Адам фон Лозенщайн († 1685), III. на 13 януари 1688 г. в „Св. Михаел“, Виена за Гундакар Томас фон Щархемберг (* 14/15 декември 1663, Виена; † 8 юли 1745, Прага)
- Вирих Филип Лоренц (* 19 октомври 1668; † 30 юли 1741), фелдмаршал, вицекрал на Неапол, 1712 г. рицар на Ордена на Златното руно, женен на 4 март 1696 г. за Мария Барбара графиня Херберщайн (* 1675; † 24 ноември 1735); имат двама сина
- Хайнрих Рихард Лоренц граф Даун (* 14 април 1673; † 13 юли 1729), фелдмаршал-лейтенант, женен на 31 май 1714 г. за графиня Мария Йозефа Виоланта фон Поймунд и Пайерсберг (* 1692; † 6 октомври 1758); имат две дъщери
- Хайнрих Дитрих Мартин Йозеф граф Даун (1678 – 1761), императорски фелдмаршал и дворцов военен съветник